# Genesis (песня Граймс)
«Genesis» — песня канадской исполнительницы Граймс, выпущенная 9 января 2012 как ведущий сингл её третьего студийного альбома «Visions».
Песня является одной из самых успешных релизов певицы, журнал «NME» поместил песню на 16 позицию их списка из 50 лучших треков 2012 года.

## Видеоклип
Премьера собственного клипа на «Genesis» состоялась 22 августа 2012 года.
Клип был снят в Лос-Анджелесе с участием рэпера и стриптизерши Брук Кэнди, которую Граймс описывает как «очень современную музу». На видео Граймс вместе с группой друзей едет на Escalade по пустыне, держит питона-альбиноса на заднем сиденье лимузина и позирует в лесу.
Брук сказала о концепции видео:

Оно основано на картине моего любимого художника — Иеронима Босха под названием «Семь смертных грехов и четыре последние вещи».
Я хотела поиграть со средневековыми, католическими образами. Я выросла в католическое домашнее хозяйство и ходил в католическую школу, а мой детский мозг воспринимал средневековый католицизм как боевик: вот этот сумасшедший вездесущий парень, который может уничтожить тебя в любой момент.
— 

## Чарты
| Чарт (2012)                               | Пик |
| ----------------------------------------- | --- |
| Великобритания (OCC UK Indie)             | 37  |
| Mexico (Mexico Ingles Airplay, Billboard) | 44  |

## Сертификация
| Регион                                                                      | Сертификация | Продажи |
| --------------------------------------------------------------------------- | ------------ | ------- |
| США (RIAA)                                                                  | Золотой      | 500 000 |
| Данные о продажах + прослушиваниях приведены только на основе сертификации. |              |         |